# العلاقات اليمنية الجنوب إفريقية
العلاقات اليمنية الجنوب أفريقية هي العلاقات الثنائية التي تجمع بين اليمن وجنوب أفريقيا.

## مقارنة بين البلدين
هذه مقارنة عامة ومرجعية للدولتين:
| وجه المقارنة                                              | اليمن                   | جنوب أفريقيا |
| --------------------------------------------------------- | ----------------------- | --- |
| المساحة (كم2)                                             | 555.00 ألف              | 1.22 مليون |
| عدد السكان (نسمة)                                         | 28.25 مليون             | 57.73 مليون |
| الكثافة السكانية (ن./كم²)                                 | 50.9                    | 47.32 |
| العاصمة                                                   | صنعاء عدن (عاصمة مؤقتة) | بريتوريا، بلومفونتين، كيب تاون |
| اللغة الرسمية                                             | اللغة العربية           | لغة إنجليزية، اللغة الأفريقانية، اللغة النديبلي الجنوبية، اللغة السوثو الشمالية، اللغة السوتية، لغة سوازي، اللغة التسونجا، اللغة التسوانية، اللغة الفيندية، اللغة الكوسية، اللغة الزولوية |
| العملة                                                    | ريال يمني               | راند جنوب أفريقي |
| الناتج المحلي الإجمالي (بليون دولار)                      | 18.21 مليار             | 349.42 مليار |
| الناتج المحلي الإجمالي (تعادل القوة الشرائية) بليون دولار | 75.69 مليار             | 725.91 مليار |
| الناتج المحلي الإجمالي الاسمي للفرد دولار أمريكي          | 1.41 ألف                | 5.72 ألف |
| الناتج المحلي الإجمالي للفرد دولار أمريكي                 |                         | 13.05 ألف |
| مؤشر التنمية البشرية                                      | 0.498                   | 0.666 |
| رمز المكالمات الدولي                                      | +967                    | +27 |
| رمز الإنترنت                                              | .ye                     | .za |
| المنطقة الزمنية                                           | ت ع م+03:00             | ت ع م+02:00، أفريقيا/جوهانسبرغ ‏ |

## منظمات دولية مشتركة
يشترك البلدان في عضوية مجموعة من المنظمات الدولية، منها:
| علم المنظمة | اسم المنظمة                                                | تاريخ انضمام اليمن | تاريخ انضمام جنوب أفريقيا |
| ----------- | ---------------------------------------------------------- | ------------------ | ------------------------- |
|             | يونسكو                                                     | 2 أبريل 1962       | 4 نوفمبر 1946             |
|             | مؤسسة التمويل الدولية                                      | 22 مايو 1970       | 3 أبريل 1957              |
|             | منظمة حظر الأسلحة الكيميائية                               | ?                  | ?                         |
|             | مؤسسة التنمية الدولية                                      | 22 مايو 1970       | 12 أكتوبر 1960            |
|             | وكالة ضمان الاستثمار متعدد الأطراف                         | 12 مارس 1996       | 10 مارس 1994              |
|             | الاتحاد البريدي العالمي                                    | ?                  | ?                         |
|             | الاتحاد الدولي للاتصالات                                   | 1931               | 1910                      |
|             | منظمة الشرطة الجنائية الدولية                              | ?                  | ?                         |
|             | الأمم المتحدة                                              | 30 سبتمبر 1947     | 7 نوفمبر 1945             |
|             | البنك الدولي للإنشاء والتعمير                              | 3 أكتوبر 1969      | 27 ديسمبر 1945            |
|             | العملية المشتركة للاتحاد الأفريقي والأمم المتحدة في دارفور | ?                  | ?                         |

## وصلات خارجية
- موقع وزارة الخارجية الجنوب أفريقية